# Skrajna Spiska Turniczka
Skrajna Spiska Turniczka (słow. Mačacia veža, niem. Katzenturm, węg. Macskatorony, 2376 m) – turnia w południowo-zachodniej grani Spiskiej Grzędy w słowackiej części Tatr Wysokich. Jest ostatnim wzniesieniem w głównej części tej grani i jedną z dwóch Spiskich Turniczek. Od Zadniej Spiskiej Turniczki na północnym wschodzie oddzielają ją (kolejno od tej ostatniej) Pośrednia Spiska Przełączka, Spiskie Czuby i Spiska Przełączka. Po drugiej stronie ze Skrajnej Spiskiej Turniczki opadają urwiska w kierunku Doliny Pięciu Stawów Spiskich.
Turnia jest wyłączona z ruchu turystycznego. Jej zachodnie stoki opadają do Baraniego Ogrodu, natomiast wschodnie – do Pośredniego Spiskiego Kotła. Najdogodniejsza droga dla taterników prowadzi na Skrajną Spiską Turniczkę od strony Spiskiej Przełączki. W ścianach turni znajdują się liczne drogi wspinaczkowe o różnych stopniach trudności. Są one często uczęszczane ze względu na bliskość Schroniska Téryego.
W Skrajnej Spiskiej Turniczce grań rozgałęzia się na dwa żebra. Zachodnie opada ku Baraniemu Ogrodowi i znajdują się w nim:
- Spiski Karbik (Mačacie sedielko),
- Spiska Czubka (Mačací hrb)[2][3].

Południowo-wschodnie biegnie w kierunku Spiskich Spadów. Położone są w nim:
- Przełączka za Spiskim Mnichem (Sedielko za Mačacím mníchom),
- Spiski Mnich (Mačací mních)[2][3].

Między żebrami, u podnóży Skrajnej Spiskiej Turniczki, rozciąga się taras zwany Spiską Galerią (Mačacia galéria). Na południe od niego, w obrębie Spiskich Spadów, można wyróżnić jeszcze Spiską Kazalnicę (Mačacia kazateľnica) – bulę z płaskim wierzchem, w której południowej ścianie znajdują się wybitne komin i rynna.
Pierwsze wejścia:
- letnie – Ernő Halász, Károly Jordán, Sándor Nikolics i przewodnik Johann Breuer, 15 sierpnia 1904 r.,
- zimowe – Anna Pivková, Marta Schwartzová i Vladimír Šimo, 15 kwietnia 1946 r.[1]

Dawniej Skrajną Spiską Turniczkę po polsku nazywano Przednią Spiską Turniczką, a po słowacku określano jako Mačia veža.